# Africaleurodes capgrasi
Africaleurodes capgrasi là một loài côn trùng cánh nửa trong họ Aleyrodidae, phân họ Aleyrodinae.
Africaleurodes capgrasi được Cohic miêu tả khoa học đầu tiên năm 1968.